# 亀田泰弘
亀田 泰弘（かめだ やすひろ）は、日本の建設技官、建築学者。鹿島建設取締役技術研究所所長や、神奈川大学教授、日本コンクリート工学協会会長を務めた。

## 人物・経歴
1944年東京工業大学工学部建築学科卒業。1946年戦災復興院総裁官房技術研究所入所。1950年建設省建築研究所入所。1971年鹿島建設技術研究所入所。1981年鹿島建設取締役技術研究所長。1985年鹿島建設顧問。1986年神奈川大学教授、日本コンクリート工学協会会長。1987年東京工業大学工学博士。1988年株式会社エフ・アール・シー代表取締役。

## 著作
- 『建築施工』技報堂 1955年
- 『生コンの正しい使い方』セメント協会 1960年
- 『合板型わく工法』建築技術 1968年
- 『建築施工講座 4』鹿島出版会 1969年
- 『コンクリートポンプを中心とした建築の省力化工法』近代図書 1970年
- 『建築工事検査の実際 上』建築技術 1972年
- 『建築工事検査の実際 下』建築技術 1972年
- 『コンクリート・鉄筋コンクリート工事』鹿島出版会 1980年
- 『新しいコンクリートと工法のいろいろ』鹿島出版会 1983年
- 『実用本位・生コン/使い方の要点』セメント協会 1988年